# Nakijin, Okinawa
Nakijin (今帰仁村 Nakijin-son, Kunigami: Nachizin, tiếng Okinawa: Nachijin) là một làng thuộc huyện Kunigami, Tỉnh Okinawa, Nhật Bản.
Cho đến năm 2003, làng có 9.529 người và mật độ 239 người/km², tổng diện tích 39,87 km².